# José Longinos Martínez
José Longinos Martínez Garrido (Calahorra, La Rioja, España, 15 de marzo de 1756 - Campeche, Nueva España, 6 de noviembre de 1802) fue un naturalista y cirujano español.

## Biografía
El 28 de febrero de 1777 consigue el título de cirujano en Madrid. Alumno de Casimiro Gómez Ortega en el Real Jardín Botánico de Madrid, fue recomendado por este para integrar la Real Expedición Botánica a Nueva España, en calidad de experto en anatomía animal e historia natural. Llegó a Nueva España en 1788. En 1790 por las desavenencias con Sessé abandonó la expedición, e inició algunas actividades y trabajos independientemente de la misma. A principios de ese mismo año organizó el Gabinete de Historia Natural de México “en conmemoración del ascenso al trono de Carlos IV”. En principio estas expediciones fueron para recolectar muestras para el Real Gabinete de Historia Natural de Madrid, sin embargo todo terminó en el que creó en Nueva España. “Con su establecimiento, el naturalista (Longinos) pretendía rendir un homenaje a los monarcas españoles mostrando los buenos resultados de su misión, mientras erigía un instrumento útil para validar públicamente su trabajo y construir una reputación entre los más prestigiosos naturalistas europeos y americanos”.
En 1789 presentó una demanda al virrey de Nueva España para realizar una expedición a la Alta y Baja California. Concedida la autorización, partió de México en 1791 acompañado de Jaime Senseve. Ambos regresaron el 20 de enero de 1794. Carlos IV le autorizó el 15 de septiembre de 1794 un viaje con el fin de reconocer las islas de Barlovento y las costas de Guatemala. Otros integrantes fueron José Mariano Mociño y Vicente de la Cerda. Iniciaron la marcha en julio de 1795 y llegaron a la ciudad de Guatemala en junio de 1796. Allí crearon el Gabinete de Historia Natural de Guatemala, que Longinos proyectó e instaló en una sala contigua al palacio de Gobierno, para el que contó con la colaboración de la Real Sociedad Económica de Amantes de la Patria de Guatemala, y que se inauguró el 9 de diciembre de 1796. Enfermó de tuberculosis, lo que le impidió volver a México junto con la expedición; estuvo en Guatemala hasta el mes de abril de 1801, mes en que marchó a México; durante el viaje le sorprendió la muerte en la ciudad de Campeche el 6 de noviembre de 1802.
Entre sus escritos figuran
- Nombre de misiones, poblaciones, rancherías de gentiles, ranchos y parajes con agua y sin ella que se encuentran en el camino recorrido y expediciones de travesía que ha hecho en la Antigua y Nueva California el naturalista don José Longinos con las leguas de distancia que hay de una parte a otra.
- Extracto de las noticias y observaciones que ha hecho en las expediciones que acaba de ejercer en la Antigua y Nueva California, Costa del Sur y viaje de México a San Blas el naturalista de la Expedición Botánica don José Longinos Martínez ...